# Frankfort (Indiana)
Frankfort é uma cidade localizada no estado americano de Indiana, no Condado de Clinton.

## Demografia
Segundo o censo americano de 2000, a sua população era de 16.662 habitantes.
Em 2006, foi estimada uma população de 16.475, um decréscimo de 187 (-1.1%).

## Geografia
De acordo com o United States Census Bureau tem uma área de
13,3 km², dos quais 13,3 km² cobertos por terra e 0,0 km² cobertos por água. Frankfort localiza-se a aproximadamente 250 m acima do nível do mar.

## Localidades na vizinhança
O diagrama seguinte representa as localidades num raio de 20 km ao redor de Frankfort.